# Romeo Must Die
Romeo Must Die (br: Romeo tem que Morrer ou pt: Romeo Deve Morrer) é um filme norte-americano de ação de 2000, dirigido por Andrzej Bartkowiak, em sua estreia como diretor, com coreografias de luta elaboradas por Corey Yuen. O filme é estrelado por Jet Li, Aaliyah (em sua estreia no cinema), Isaiah Washington, Russell Wong, DMX e Delroy Lindo. A trama segue um ex-policial chinês viajando para os Estados Unidos para vingar a morte de seu irmão. Ele se apaixona pela filha de um mafioso rival enquanto eles lutam contra as máfias chinesa e americana. O enredo é vagamente relacionado a Romeu e Julieta de William Shakespeare, transplantado para a contemporânea Oakland, Califórnia, com gangues afro-americanas e sino-americanas representando as famílias rivais.
Frustrado com a falta de originalidade dos filmes de ação de Hollywood, o produtor Joel Silver construiu o filme em torno dos filmes de ação de Hong Kong. Ele escalou o ator estabelecido de Hong Kong, Jet Li, após seu papel em Lethal Weapon 4. A cantora Aaliyah foi escalada e interpretou o single principal da trilha sonora, "Try Again", que liderou a Billboard Hot 100 dos Estados Unidos.
Romeo Must Die foi lançado pela Warner Bros. Pictures nos Estados Unidos em 24 de março de 2000. Apesar das críticas mistas, foi um sucesso de bilheteria, arrecadando US$91 milhões contra um orçamento de produção de US$25 milhões. O filme foi considerado a guinada de Li no cinema norte-americano e a guinada de Aaliyah na carreira de atriz. Retrospectivamente, o filme recebeu atenção pela combinação de um asiático-americano e um afro-americano nos papéis principais.

## Sinopse
Po Sing (John Kit Lee) está à espera de alguém em um clube em um bairro predominantemente afro americano, quando um grupo de clientes irritados tenta iniciar uma luta com ele. Mão direita de seu pai, Kai
(Russell Wong) e seus capangas asiáticos puxam Po para fora do clube após uma breve luta com os seguranças negros e depois escutaram um barulho de armas disparadas por Silk (DMX) e os seus Guardas, antes da reunião pode ter lugar. No dia seguinte, Po é encontrado morto.
Temendo represálias, incorporador e líder da quadrilha Isaak O'Day (Delroy Lindo) organiza para o seu lugar-tenente Mac para colocar a segurança em seus dois filhos. Enquanto isso, o irmão de Po, Han (Jet Li), descobre o assassinato na prisão de Hong Kong, onde ele está cumprindo pena. Depois de iniciar uma briga no refeitório, Han é arrastado para uma cela de isolamento para a punição a qual ele domina os guardas e foge disfarçado em um de seus uniformes.
Eventualmente, Han faz o seu caminho para Oakland e descobre que Po pode ter sido uma vítima em uma guerra de gangues que parece ter surgido entre famílias negras e asiáticas de gangues pelo controle das propriedades ao longo da orla de Oakland. O'Day, Han e o pai de Po, Ch'u Sing (Henry O), estão envolvidos em um empreendimento conjunto para adquirir e vender as propriedades a Vincent Roth, um empresário que planeja comprar uma nova franquia NFL em Oakland e construir uma novo estádio na orla marítima. Ele também descobre que seu irmão ligou para a filha de O'Day (Aaliyah) na loja de discos de Trish um dia antes de ser morto. Depois de um encontro casual com ela, ele a segue e descobre que Po pode realmente ter sido chamado pelo irmão de Trish, Colin (DB Woodside).
No funeral de seu irmão, Han confronta seu pai distante, culpando-o por não manter a sua promessa de proteger Po depois de Han os ter ajudado a fugir para os Estados Unidos para escapar das autoridades chinesas, uma ação que resultou em sua prisão e desonrando seu status como um ex-policial. Enquanto isso, O'Day revela a seu filho que o acordo que ele está trabalhando em vão obter a sua família fora do negócio do crime para o bem, mas que ele deve ser cuidadoso. Naquela noite, assaltantes invisíveis matam Colin e sua namorada, jogando-os para fora da janela de seu apartamento.
Como Han conforta Trish, ele descobre que Po tinha reunido uma lista de empresas que foram destruídas ou vem sendo ameaçadas de destruição por não vender suas propriedades, e que Po estava tentando entrar em contato com Colin para avisá-lo sobre isso. Os dois visitam uma das poucas propriedades restantes na lista, mas o proprietário chinês e seus funcionários foram mortos. Han mata os rebatedores que, para sua surpresa, são uma equipe de sucesso chinês. Quando Han confronta seu pai sobre isso, ele tenta desviar a suspeita, dizendo-lhe O'Day pode ter usado fora por empreiteiros.
É revelado que guerra de gangues é um ardil; Mac e Kai estão usando violência e intimidação para forçar os seus colegas donos de propriedades à beira-mar para assinar contratos de venda. Trish e Han visitam a última propriedade na lista, a boate onde Po estava originalmente destinado a atender Colin. Mac e seus capangas entraram no Clube de Curtição, viram Han e Trish enfiados no Clube de Curtição e matam o dono do clube Silk (Dmx) e sequestram Trish e Han, levando-os para separar locais. Han escapa, dominando seus guardas. Enquanto isso, Ch'u Sing mata outros senhores do crime chineses, garantindo que ele vai ter o controle sobre os seus interesses comerciais.
O'Day e Ch'u Sing se reunem com Roth no clube dos homens de Oakland para vender a Roth as propriedades que eles agora controlam. Sing leva um pagamento de milhões de dólares e as folhas, mas O'Day recusa seu pagamento, informando que seu pagamento será sob a forma de uma parte da propriedade da nova franquia. Um Mac enfurecido revela a O'Day o esquema de guerra falsa para proteger as obras e trouxe Trish à mão armada para forçar O'Day para entregar as obras para o desenvolvedor. O'Day, percebendo que o Mac também matou Colin,o ataca em um acesso de raiva, mas tiros atingem Mac e ferem gravemente O'Day. Roth foge para o telhado e escapa via helicóptero, mas Mac dispara as ações de sua mão, enviando as ações que voam para os ventos. Han chega e confronta Mac sobre seu irmão; Mac revela a Han que foi o capanga de Ch'u Sing, Kai, que matou Po, pouco antes de Trish mata-lo.
Na casa de seu pai, Han se envolve em uma luta brutal com Kai, suportando os ferimentos de queimadura de suas mãos para matar Kai e finalmente vingar Po. Ele confronta seu pai, sabendo agora que para ele,matar o próprio filho "foi como atropelar um cachorro na rua" por ele estar interferindo em um negócio. Ele diz a seu pai que ele vai responder por seus crimes, quer para as autoridades americanas ou para as outras famílias chinesas. Como Han vai embora, seu pai comete suicídio com um revólver. Han encontra Trish esperando por ele do lado de fora e os dois saem a pé da casa juntos.

## Elenco
- Jet Li como Han Sing
  - Jonross Fong como jovem Han Sing
- Aaliyah como Trish O'Day
- Isaiah Washington como Mac
- Russell Wong como Kai
- DMX como "Silk"
- Delroy Lindo como Isaak O'Day
- DB Woodside como Colin O'Day
- Henry O como Chu Sing
- Anthony Anderson como Maurice
- Edoardo Ballerini como Vince Roth
- Françoise Yip como Meriana Sing
- Terry Chen como Kung
- Tseng Chang como Victor Ho
- Jon Kit Lee como Po Sing
  - Ryan Jefferson Lowe como jovem Po Sing
- Matthew Harrison como Dave
- Alvin Sanders como Calvin
- Manoj Sood como Akbar

## Produção
No final dos anos 1990, o produtor Joel Silver ficou irritado por não ver nada de novo ou original nos filmes de ação americanos. Para se inspirar, ele se voltou para o cinema de ação de Hong Kong, onde Jet Li era uma estrela de cinema consagrada. Além da influência dos filmes de artes marciais de Hong Kong, a equipe de produção também introduziu uma nova técnica de efeitos visuais: a apresentação de lutas de artes marciais em visão de raio-X. Eles inicialmente o experimentaram em uma única cena de luta com Jet Li e o testaram na frente de um público americano, que deu uma resposta extremamente positiva, antes de usá-lo em mais cenas de ação ao longo do filme.
O cenário do filme é Oakland, Califórnia, mas além de algumas tomadas de estabelecimento, a produção do filme foi inteiramente em Vancouver, Colúmbia Britânica. A fotografia principal começou em 3 de maio de 1999 e terminou em 23 de julho de 1999. Os locais de filmagem incluíram Gastown, Grandview–Woodland, Vanier Park, Chinatown, Versatile Pacific Shipyards e o Dr. Sun Yat-Sen Classical Chinese Garden.
De acordo com o documentário The Slanted Screen, Han e Trish deveriam ter uma cena de beijo, o que explica o título de Romeu, mas isso não funcionou bem com o público urbano. Jet Li afirmou em seu site pessoal que eles haviam filmado as duas versões da cena (com beijo e sem), e decidiram usar a última porque seria "um tanto estranho e constrangedor" para Han ter testemunhado o suicídio de seu pai e depois saia e beije alguém.

## Lançamento
Romeu tem que Morrer estreou em #2 no box office dos Estados Unidos, atrás de Erin Brockovich: Uma Mulher de Talento, que havia saído uma semana antes. O filme foi produzido com um orçamento de US$ 25 milhões. Na América do Norte, Romeu tem que Morrer arrecadou US$ 18.014.503 (2.641 cinemas, US$ 6.821 em média por tela) em seu fim de semana de estreia. O total bruto norte-americano de Romeu tem que Morrer é de US$ 55.973.336. A bilheteria mundial bruta do filme é de US$ 91.036.760.
Foi lançado nos Estados Unidos em DVD em 1º de agosto de 2000, e em Blu-ray em 14 de agosto de 2012.

## Recepção da crítica
O filme tem 32% de aprovação de 94 críticas no Rotten Tomatoes, um agregador de críticas; o consenso crítico diz: "Em seu segundo filme de Hollywood, Jet Li impressiona. Infelizmente, quando ele não está na tela, o filme fica lento. Embora haja alguma faísca entre Jet e Aaliyah, não há ameaça de incêndio. E por mais impressionantes que sejam as sequências de ação, alguns críticos acham que elas são editadas demais".
Elvis Mitchell, do The New York Times, chamou o filme de "triste", mas disse que seria um sucesso devido à sua combinação de ação de artes marciais e hip hop. Escrevendo para o San Francisco Chronicle, Bob Graham comparou-o a Matrix, descrevendo-o como uma "extravagância cultural de kung fu" que brilha durante as acrobacias de Li. Em sua crítica para o Chicago Tribune, Rene Rodriguez disse que o filme é "desnecessariamente complicado" e não deveria ter adicionado efeitos especiais sobre as acrobacias de Li, que ele disse que as tornam menos impressionantes por causa da artificialidade. Roger Ebert avaliou o filme com 1,5/4 estrelas e também criticou o uso de efeitos especiais gerados por computador em um filme de artes marciais, dizendo que "perde o objetivo" de deixar o público impressionado com acrobacias realistas. Aaliyah recebeu elogios por seu papel.

## Trilha sonora
A trilha sonora do filme, Romeo Must Die: The Album, tem conteúdo hip hop e R&B e foi lançada pela Blackground Records em 28 de março de 2000. Ela estreou em #3 na Billboard 200, vendendo 203.000 cópias em sua primeira semana. A trilha sonora vendeu 1.26 milhões de cópias até dezembro de 2000. Mundialmente, a trilha sonora vendeu mais de 2.5 milhões de cópias.
Produzido por Aaliyah, Timbaland, Barry Hankerson, e Jomo Hankerson, a trilha sonora foi gravada entre maio de 1999 e janeiro de 2000. Ela inclui quatro músicas de Aaliyah, bem como obras de Chanté Moore, Destiny's Child, Ginuwine, Joe, Timbaland & Magoo e mais. Três singles e vídeos foram lançados do álbum: O hit pop número um de Aaliyah, "Try Again", (dirigido por Wayne Isham), O dueto de Aaliyah e DMX,"Come Back in One Piece", (dirigido por Little X), e Timbaland & Magoo com "We At It Again" (dirigido por Chris Robinson), que introduziu o irmão mais novo de Timbaland, o rapper Sebastian, para o público. A revista Q incluiu o álbum da trilha sonora em sua lista das "5 Melhores Compilações de 2000".